# Javier Conte
Javier Alberto Conte (Buenos Aires, 7 de setembro de 1975) é um velejador argentino que é medalhista olímpico e bicampeão dos Jogos Pan-Americanos.

## Trajetória esportiva
Javier Alberto Conte representou seu país nos Jogos Olímpicos de 2000, 2004 e  2008 na qual conquistou a medalha de bronze na classe 470, em 2000.
Em 2015, conquistou o seu primeiro título em Jogos Pan-Americanos na classe Lightning com Paula Salerno e Nicolás Fracchia.
Passados quatro anos, o atleta conseguiu o bicampeonato pan-americano em Lima, novamente na classe Lightning. Seus parceiros foram Paula Salerno e Ignacio Giammona.

## Prêmios
- Olimpia de plata (2019)[4]